# Frontera entre Bolivia y Chile
La frontera entre Bolivia y Chile es un límite internacional de una longitud de 861 kilómetros que separa Chile de Bolivia en América del Sur. Separa los departamentos bolivianos de La Paz, Oruro y Potosí de las regiones chilenas de Arica y Parinacota, Tarapacá y Antofagasta, en medio de la cordillera de los Andes. Empieza en el trifinio entre Chile, Bolivia y Perú y termina en el trifinio entre Chile, Bolivia y Argentina.

## Historia
Esta frontera se estableció con la paz firmada entre Chile y Bolivia en 1904, luego de la Guerra del Pacífico en 1883 que llevó a que Bolivia perdiera la región de Antofagasta y su acceso al mar. Este acuerdo es discutido por Bolivia, que sometió el caso al tribunal internacional de La Haya durante el gobierno de Evo Morales, sin embargo, esta demanda fue finalmente rechazada por el Tribunal en octubre de 2018 por 12 votos contra 3 en contra de Bolivia y en favor de Chile.